# Franz Xaver von Linsenmann

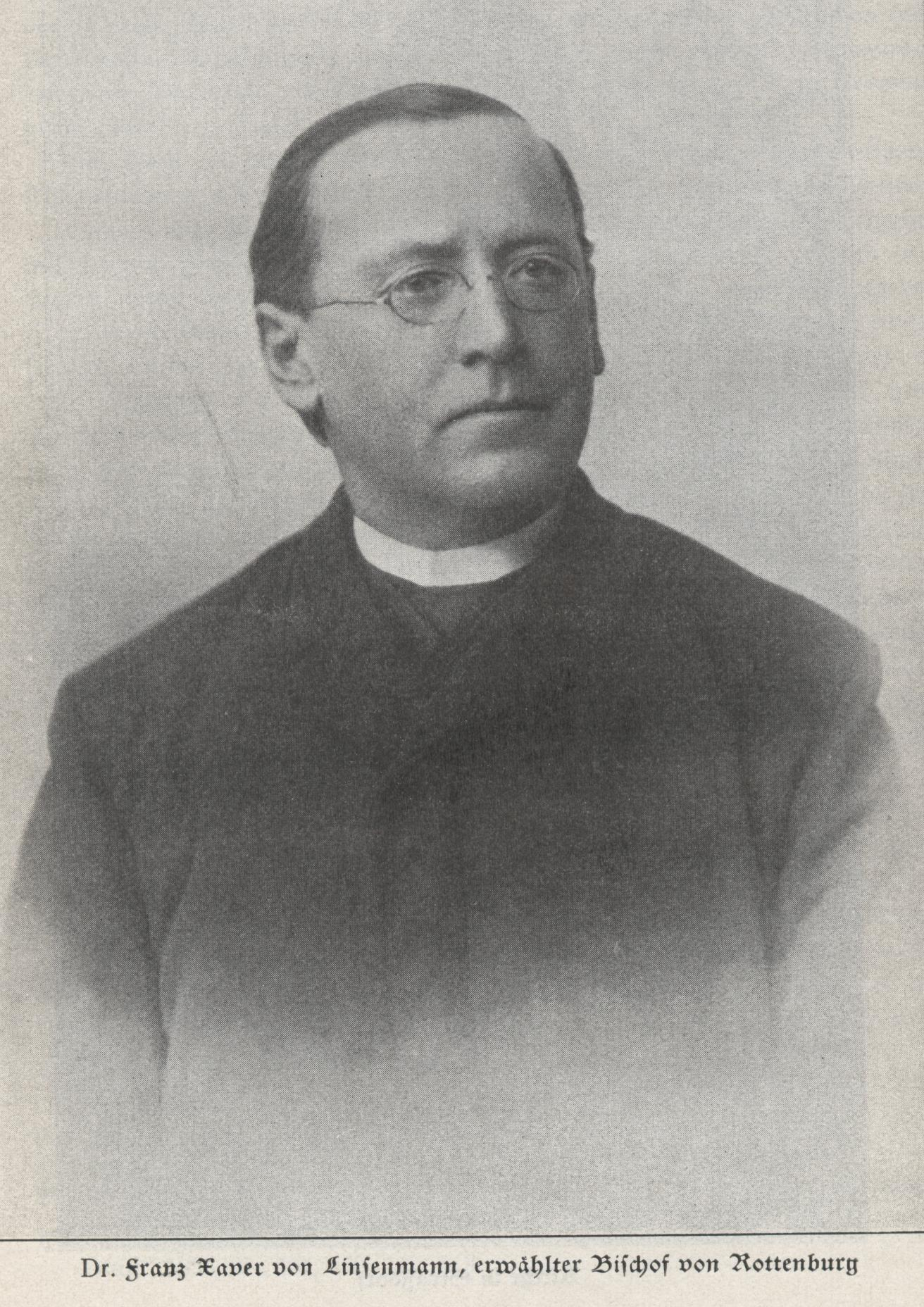
Franz Xaver von Linsenmann, erwählter Bischof von Rottenburg

Franz Xaver Linsenmann, ab 1882 von Linsenmann (* 28. November 1835 in Rottweil; † 21. September 1898 in Lauterbach (Schwarzwald)), war ein katholischer Moraltheologe und Bischofselekt von Rottenburg.

## Leben
Linsenmann wurde als Sohn eines Schuhmachers und dessen Frau in Rottweil geboren, besuchte dort das Gymnasium und absolvierte von 1854 bis 1858 ein Studium der Katholischen Theologie, in Tübingen. Am 10. August 1859 erhielt er die Priesterweihe. Er war zunächst Vikar in Oberndorf am Neckar, bevor er als Repetent 1861 nach Tübingen zurückkehrte. Von 1867 bis 1889 war er Professor für Moral- und Pastoraltheologie an der Eberhard-Karls-Universität Tübingen. 1889 wurde er Domkapitular und damit auch Mitglied in der Abgeordnetenkammer des Württembergischen Landtags, am 20. Juli 1898 einstimmig zum Bischof von Rottenburg gewählt und am 5. September 1898 präkonisiert. Er starb aber noch vor seiner Bischofsweihe während einer Kur im Schwarzwald.
Seine letzte Ruhestätte fand er in der Bischofsgruft der Friedhofskirche Sülchen. Von Linsenmann war Mitglied der  Theologengesellschaft Herzynia in Tübingen und seit 1876 Ehrenmitglied der KStV Alamannia Tübingen im KV.

## Ehrungen
- 1872 Ehrendoktorwürde der theologischen Fakultät der Universitat Tübingen
- 1882 Ehrenritterkreuz des Ordens der württembergischen Krone[3], welches mit dem persönlichen Adelstitel verbunden war

## Veröffentlichungen (Auswahl)
- Michael Baius und die Grundlegung des Jansenismus. Eine dogmengeschichtliche Monographie. Laupp, Tübingen 1867.
- Der ethische Charakter der Lehre Meister Eckhart’s. Laupp, Tübingen 1873.
- Konrad Summenhart. Ein Culturbild aus den Anfängen der Universität Tübingen. Fues, Tübingen 1877.
- Lehrbuch der Moraltheologie. Herder, Freiburg im Breisgau 1878.
- Die sittlichen Grundlagen der akademischen Freiheit. Tübingen 1888.
- Denkschrift über die Frage der Männer-Orden in Württemberg. Deutsches Volksblatt, Stuttgart 1892.
- Gesammelte Schriften. Kösel, Kempten/München 1912.
- Lebenserinnerungen. Mit einer Einführung in die Theologie Linsenmanns von Alfons Auer. Thorbecke, Sigmaringen 1987, ISBN 3-7995-7036-5.